# Челарда (Белуно)
Челарда (итал. Celarda) је насеље у Италији у округу Белуно, региону Венето.
Према процени из 2011. у насељу је живело 273 становника. Насеље се налази на надморској висини од 224 м.